# Эбанкс-Блейк, Силвен
Си́лвен Ога́стес Э́банкс-Блейк (англ. Sylvan Augustus Ebanks-Blake; родился 29 марта 1986 года в Кембридже) — английский футболист, выступавший на позиции нападающего.

## Клубная карьера

### Начало карьеры
Силвен родился в Кембридже и с детства выступал за местные команды, включая «Черри Хинтон Лайонс» и «Фулборн Фалконс». Он играл за школьную команду «Кембридж Юнайтед», но отказался от подписания контракта с этой командой, так как к нему проявляли интерес большие клубы. Хотя Силвен с детства был болельщиком «Ливерпуля», он перешёл в молодёжную Академию «Манчестер Юнайтед». Его дебют за основную команду состоялся 26 октября 2004 года в матче против «Кру Александра» в рамках Кубка Футбольной лиги. Годом спустя он забил свой первый гол за основную команду в матче Кубка Лиги против «Барнета».
Незадолго до окончания сезона 2004/05 он сломал ногу и выбыл до следующего сезона. После восстановления от травмы он забил хет-трик в матче резервистов «Манчестер Юнайтед». Однако ему не удалось после этого сыграть ни одного матча за основу «Юнайтед», хотя он находился на скамейке запасных в нескольких матчах Лиги чемпионов. В январе 2006 года он отправился в аренду в бельгийский клуб «Антверпен», за который забил четыре гола в девяти матчах.

### Плимут Аргайл
Эбанкс-Блейк вернулся в Англию летом 2006 года, подписав трёхлетний контракт с клубом «Плимут Аргайл» 14 июля 2006 года. «Манчестер Юнайтед» получил за переход футболиста £200 000. Эбанкс-Блейк стал первым приобретением нового тренера «Плимута» Иана Холлоуэя и сразу же закрепился в основе команды.
В своём первом сезоне в «Плимуте» Силвен забил 10 голов, причём большую часть из них — ближе к концу сезона. В сезоне 2007/08 уже к Новому году он имел на своём счету 11 голов в чемпионате, хотя начинал сезон чаще всего со скамейки запасных.

### Вулверхэмптон Уондерерс
Эбанкс-Блейк привлёк внимание клуба «Вулверхэмптон Уондерерс», который в январе 2008 года предложил «Плимуту» £1,5 млн за трансфер игрока. 11 января 2008 года Силвен подписал с «Вулверхэмптоном» контракт сроком на четыре с половиной года. В восьми дебютных матчах за клуб он забил семь голов и получил приз «Игрок месяца в Чемпионате Футбольной лиги» в марте 2008 года. По итогам сезона 2007/2008 Эбанкс-Блейк с 23 голами получил «золотую бутсу» Чемпионата Футбольной лиги.
В сезоне 2008/09 Эбанкс-Блейк забил 9 голов в 13 стартовых матчах чемпионата. 3 февраля 2009 года он забил свой первый хет-трик на профессиональном уровне в ворота «Норвич Сити», доведя тем самым свой бомбардирский счёт до 20 мячей. По итогам сезона 2008/09 Силвен был признан «Игроком года» в Чемпионате Футбольной лиги, а также получил приз за лучший гол сезона за свой сольный проход с голом в ворота «Чарльтон Атлетик» в марте 2008 года. Он также превзошёл свой прошлогодний бомбардирский рекорд, и с 25 голами в чемпионате во второй раз подряд выиграл «золотую бутсу» Чемпионата Футбольной лиги.
Свой последний гол в сезоне Эбанкс-Блейк забил в ворота «Куинз Парк Рейнджерс» 18 апреля 2009 года. Этот гол гарантировал «Вулверхэмтону» выход в Премьер-лигу.

## Карьера в сборной
Хорошие голевые показатели Силвена привлекли внимание тренерского штаба молодёжной сборной Англии. Он был вызван в сборную Англии до 21 года и вышел на замену в товарищеском матче против молодёжной сборной Чехии 18 ноября 2008 года (матч завершился победой англичан со счётом 2:0).

## Достижения
- Обладатель Молодёжного кубка Англии: 2003
- Победитель Чемпионата Футбольной лиги: 2009
- Лучший бомбардир Чемпионата Футбольной лиги: 2008, 2009

## Статистика выступлений
Откорректировано по состоянию на 30 мая 2015
| Клуб                    | Сезон            | Лига | Лига | Кубок Англии | Кубок Англии | Кубок Лиги | Кубок Лиги | Итого | Итого |
| Клуб                    | Сезон            | Игры | Голы | Игры         | Голы         | Игры       | Голы       | Игры  | Голы  |
| ----------------------- | ---------------- | ---- | ---- | ------------ | ------------ | ---------- | ---------- | ----- | ----- |
| Манчестер Юнайтед       | 2004/05          | 0    | 0    | 0            | 0            | 1          | 0          | 1     | 0     |
| Манчестер Юнайтед       | 2005/06          | 0    | 0    | 0            | 0            | 1          | 1          | 1     | 1     |
| Манчестер Юнайтед       | Итого            | 0    | 0    | 0            | 0            | 2          | 1          | 2     | 1     |
| Антверпен               | 2005/06          | 9    | 4    | –            | –            | –          | –          | 9     | 4     |
| Антверпен               | Итого            | 9    | 4    | 0            | 0            | 0          | 0          | 9     | 4     |
| Плимут Аргайл           | 2006/07          | 41   | 10   | 3            | 0            | 1          | 0          | 45    | 10    |
| Плимут Аргайл           | 2007/08          | 25   | 11   | 1            | 1            | 3          | 1          | 29    | 13    |
| Плимут Аргайл           | Итого            | 66   | 21   | 4            | 1            | 4          | 1          | 74    | 23    |
| Вулверхэмптон Уондерерс | 2007/08          | 20   | 12   | 0            | 0            | 0          | 0          | 20    | 12    |
| Вулверхэмптон Уондерерс | 2008/09          | 39   | 25   | 2            | 0            | 1          | 0          | 42    | 25    |
| Вулверхэмптон Уондерерс | 2009/10          | 23   | 2    | 2            | 0            | 1          | 0          | 26    | 2     |
| Вулверхэмптон Уондерерс | 2010/11          | 30   | 8    | 1            | 0            | 3          | 0          | 34    | 8     |
| Вулверхэмптон Уондерерс | 2011/12          | 23   | 1    | 2            | 0            | 1          | 2          | 26    | 3     |
| Вулверхэмптон Уондерерс | 2012/13          | 40   | 14   | 1            | 0            | 1          | 1          | 42    | 15    |
| Вулверхэмптон Уондерерс | Итого            | 175  | 62   | 8            | 0            | 7          | 3          | 190   | 65    |
| Ипсвич Таун             | 2013/14          | 9    | 0    | 1            | 0            | 0          | 0          | 10    | 0     |
| Ипсвич Таун             | Итого            | 9    | 0    | 1            | 0            | 0          | 0          | 10    | 0     |
| Престон Норт Энд        | 2014/15          | 9    | 1    | 2            | 0            | 0          | 0          | 11    | 1     |
| Престон Норт Энд        | Итого            | 9    | 1    | 2            | 0            | 0          | 0          | 11    | 1     |
| Всего за карьеру        | Всего за карьеру | 268  | 88   | 15           | 1            | 13         | 5          | 296   | 94    |